# Gamblea
Gamblea es un género de fanerógamas perteneciente a la familia  Araliaceae, que comprende cinco especies. Es un género endémico de India.

## Taxonomía
El género fue descrito por Charles Baron Clarke y publicado en The Flora of British India 2: 739. 1879.

## Especies
| - Gamblea ciliata C.B.Clarke - Gamblea innovans (Siebold & Zucc.) C.B.Shang, Lowry & Frodin - Gamblea longipes Merr. - Gamblea malayana (M.R.Hend.) C.B.Shang, Lowry & Frodin - Gamblea pseudoevodiifolia (Feng) C.B.Shang, Lowry & Frodin |